# Empyreuma lichas
Empyreuma lichas är en fjärilsart som beskrevs av Pieter Cramer 1775. Empyreuma lichas ingår i släktet Empyreuma och familjen björnspinnare. Inga underarter finns listade i Catalogue of Life.